# Liste des plus gros succès du box-office en France

Titanic (1997) est actuellement le film ayant réalisé le plus grand nombre d'entrées dans les salles françaises.

Cet article présente les films qui ont fait le plus grand nombre d'entrées en France, reprises incluses (tableau 1) et uniquement lors de leur première exploitation (tableau 2).
La couleur       indique les films en cours de diffusion

## Les 100 premiers films au box-office français
Il est à noter que la valeur comparative d'un tel classement est à relativiser, et ceci pour au moins trois raisons :
- le suivi est réalisé en France sur la base des entrées, ce qui favorise les films sortis lorsque la fréquentation des salles était plus élevée (en moyenne plus de 350 millions de spectateurs par an dans les années 1940 et 1950 contre moins de 180 millions dans les années 1970 à 2000, 192 millions en 2012 et une reprise difficile depuis la pandémie de Covid-19, 181 millions en 2024)[1] ;
- le suivi est réalisé sans prendre en compte la population totale du pays (pour la France métropolitaine : 48,5 millions d'habitants en 1965 et 63,6 millions en 2013)[2]. Ainsi le coefficient de fréquentation de Bienvenue chez les ch'tis est de 0,33 place par habitant, alors que celui de La Grande Vadrouille est de 0,35 (étalé sur plusieurs années et donc finalement proche de 0,33 place). A contrario, le succès de Bienvenue chez les ch'tis correspond à 10,77 % de part du marché français (part des entrées du film en France dans le total des entrées de l'année)[N 1] mais La Grande Vadrouille n'en représente que 7,37 %[N 2] ;

N.B. : Quelques films ayant eu de nombreuses reprises au cinéma ont été exclus du classement ci-dessus (prise en compte uniquement de la sortie initiale) tel que Autant en emporte le vent et ses 5 035 745 entrées lors de sa première exploitation au lieu de ses 14 229 745 entrées finales, contrairement à La Grande Vadrouille qui a réalisé 17,27 millions d'entrées au bout de 2 ans (la première exploitation au cinéma étant plus longue à l'époque).
- la concurrence des autres moyens de distribution des films n'est pas la même selon les époques[4]. Le cinéma restait le moyen principal pour découvrir un film jusqu'à la démocratisation de la télévision à partir de la fin des années 1950 et à l'apparition de plusieurs chaînes dans les années 1970 et surtout les années 1980. Enfin, l'essor de la vidéo et le raccourcissement des délais de la chronologie des médias a eu tendance à augmenter la pression sur le raccourcissement de la carrière des films en salles et rendant les reprises en salles plus anecdotiques. À l'inverse, la distribution en salles bénéficie aujourd'hui d'un nombre d'écrans nettement plus important qu'avant les années 1980[5].

L'apparition des cartes à abonnement (entrées illimitées pour un prix forfaitaire mensuel) a considérablement changé la donne depuis leurs lancements du 29 mai 2000. On comptait 300 000 abonnés représentant 7 % des entrées en 2008.
Les pays producteurs dans le Top 100 :
- États-Unis : 59 films
- France : 42 films
- Italie : 14 films
- Royaume-Uni : 11 films
- Allemagne : 5 films
- Espagne : 2 films
- Suisse : 2 films
- Belgique : 2 films
- Nouvelle-Zélande : 2 films
- Japon : 1 film
- Mexique : 1 film

Note : figure ci-dessous le classement des films au plus grand nombre d'entrées en France lors de leur exploitation en salles (reprises incluses). Les dates correspondent à l'année de sortie du film dans les cinémas français.
en gras : films ayant eu plusieurs exploitations
| Rang | Titre                                          | Réalisateur                                           | Année | Entrées,   | Pays                                                                         |
| ---- | ---------------------------------------------- | ----------------------------------------------------- | ----- | ---------- | ---------------------------------------------------------------------------- |
| 1    | Titanic                                        | James Cameron                                         | 1998  | 22 295 045 | Drapeau des États-Unis                                                       |
| 2    | Bienvenue chez les Ch'tis                      | Dany Boon                                             | 2008  | 20 489 303 | Drapeau de la France                                                         |
| 3    | Intouchables                                   | Éric Toledano / Olivier Nakache                       | 2011  | 19 490 688 | Drapeau de la France                                                         |
| 4    | Blanche-Neige et les Sept Nains                | David Hand                                            | 1938  | 18 319 658 | Drapeau des États-Unis                                                       |
| 5    | La Grande Vadrouille                           | Gérard Oury                                           | 1966  | 17 317 745 | Drapeau de la France · Drapeau du Royaume-Uni                                |
| 6    | Autant en emporte le vent                      | Victor Fleming                                        | 1950  | 16 727 139 | Drapeau des États-Unis                                                       |
| 7    | Avatar                                         | James Cameron                                         | 2009  | 15 340 969 | Drapeau des États-Unis · Drapeau du Royaume-Uni                              |
| 8    | Astérix et Obélix : Mission Cléopâtre          | Alain Chabat                                          | 2002  | 14 967 407 | Drapeau de la France · Drapeau de l'Allemagne                                |
| 9    | Il était une fois dans l'Ouest                 | Sergio Leone                                          | 1968  | 14 862 764 | Drapeau de l'Italie · Drapeau des États-Unis                                 |
| 10   | Le Livre de la jungle                          | Wolfgang Reitherman                                   | 1968  | 14 695 741 | Drapeau des États-Unis                                                       |
| 11   | Les 101 Dalmatiens                             | Wolfgang Reitherman / Clyde Geronimi / Hamilton Luske | 1961  | 14 677 042 | Drapeau des États-Unis                                                       |
| 12   | Les Dix Commandements                          | Cecil B. DeMille                                      | 1958  | 14 230 009 | Drapeau des États-Unis                                                       |
| 13   | Avatar : La Voie De L'eau                      | James Cameron                                         | 2022  | 14 000 537 | Drapeau des États-Unis                                                       |
| 14   | Ben-Hur                                        | William Wyler                                         | 1960  | 13 843 114 | Drapeau des États-Unis                                                       |
| 15   | Les Visiteurs                                  | Jean-Marie Poiré                                      | 1993  | 13 782 991 | Drapeau de la France                                                         |
| 16   | Le Pont de la rivière Kwaï                     | David Lean                                            | 1957  | 13 481 750 | Drapeau des États-Unis · Drapeau du Royaume-Uni                              |
| 17   | Cendrillon                                     | Wilfred Jackson / Clyde Geronimi / Hamilton Luske     | 1950  | 13 263 386 | Drapeau des États-Unis                                                       |
| 18   | Le Petit Monde de don Camillo                  | Julien Duvivier                                       | 1952  | 12 798 591 | Drapeau de la France · Drapeau de l'Italie                                   |
| 19   | La Grande Illusion                             | Jean Renoir                                           | 1937  | 12 500 000 | Drapeau de la France                                                         |
| 20   | Les Aristochats                                | Wolfgang Reitherman                                   | 1971  | 12 481 726 | Drapeau des États-Unis                                                       |
| 21   | Qu'est-ce qu'on a fait au Bon Dieu ?           | Philippe de Chauveron                                 | 2014  | 12 366 033 | Drapeau de la France                                                         |
| 22   | Le Jour le plus long                           | Ken Annakin / Andrew Marton / Bernhard Wicki          | 1962  | 11 933 629 | Drapeau des États-Unis                                                       |
| 23   | Le Corniaud                                    | Gérard Oury                                           | 1965  | 11 739 783 | Drapeau de la France · Drapeau de l'Italie · Drapeau de l'Espagne            |
| 24   | La Belle et le Clochard                        | Hamilton Luske / Wilfred Jackson / Clyde Geronimi     | 1955  | 11 231 569 | Drapeau des États-Unis                                                       |
| 25   | Un p'tit truc en plus                          | Artus                                                 | 2024  | 10 830 209 | Drapeau de la France                                                         |
| 26   | Le Roi lion                                    | Roger Allers / Rob Minkoff                            | 1994  | 10 718 727 | Drapeau des États-Unis                                                       |
| 27   | Bambi                                          | David Hand                                            | 1948  | 10 711 649 | Drapeau des États-Unis                                                       |
| 28   | Star Wars, épisode VII : Le Réveil de la Force | J. J. Abrams                                          | 2015  | 10 507 561 | Drapeau des États-Unis                                                       |
| 29   | Les Bronzés 3 : Amis pour la vie               | Patrice Leconte                                       | 2006  | 10 355 930 | Drapeau de la France                                                         |
| 30   | Taxi 2                                         | Gérard Krawczyk                                       | 2000  | 10 345 901 | Drapeau de la France                                                         |
| 31   | Trois Hommes et un couffin                     | Coline Serreau                                        | 1985  | 10 251 465 | Drapeau de la France                                                         |
| 32   | Les Canons de Navarone                         | J. Lee Thompson                                       | 1961  | 10 197 729 | Drapeau du Royaume-Uni · Drapeau des États-Unis                              |
| 33   | Le Roi lion                                    | Jon Favreau                                           | 2019  | 10 017 995 | Drapeau des États-Unis                                                       |
| 34   | Les Misérables                                 | Jean-Paul Le Chanois                                  | 1957  | 9 965 746  | Drapeau de la France · Drapeau de l'Allemagne de l'Est · Drapeau de l'Italie |
| 35   | La Guerre des boutons                          | Yves Robert                                           | 1962  | 9 959 601  | Drapeau de la France                                                         |
| 36   | Le Docteur Jivago                              | David Lean                                            | 1966  | 9 816 054  | Drapeau des États-Unis · Drapeau de l'Italie · Drapeau du Royaume-Uni        |
| 37   | Vingt Mille Lieues sous les mers               | Richard Fleischer                                     | 1955  | 9 621 551  | Drapeau des États-Unis                                                       |
| 38   | Harry Potter à l'école des sorciers            | Chris Columbus                                        | 2001  | 9 608 331  | Drapeau des États-Unis · Drapeau du Royaume-Uni                              |
| 39   | Le Monde de Nemo                               | Andrew Stanton / Lee Unkrich                          | 2003  | 9 528 033  | Drapeau des États-Unis                                                       |
| 40   | Sous le plus grand chapiteau du monde          | Cecil B. DeMille                                      | 1953  | 9 488 114  | Drapeau des États-Unis                                                       |
| 41   | Le Comte de Monte-Cristo                       | Alexandre de La Patellière / Matthieu Delaporte       | 2024  | 9 428 032  | Drapeau de la France                                                         |
| 42   | E.T., l'extra-terrestre                        | Steven Spielberg                                      | 1982  | 9 415 886  | Drapeau des États-Unis                                                       |
| 43   | Le Dîner de cons                               | Francis Veber                                         | 1998  | 9 247 001  | Drapeau de la France                                                         |
| 44   | Le Grand Bleu                                  | Luc Besson                                            | 1988  | 9 194 343  | Drapeau de la France · Drapeau de l'Italie · Drapeau des États-Unis          |
| 45   | Harry Potter et la Chambre des secrets         | Chris Columbus                                        | 2002  | 9 144 701  | Drapeau des États-Unis · Drapeau du Royaume-Uni                              |
| 46   | L'Ours                                         | Jean-Jacques Annaud                                   | 1988  | 9 136 266  | Drapeau de la France                                                         |
| 47   | Astérix et Obélix contre César                 | Claude Zidi                                           | 1999  | 8 948 624  | Drapeau de la France · Drapeau de l'Allemagne · Drapeau de l'Italie          |
| 48   | Emmanuelle                                     | Just Jaeckin                                          | 1974  | 8 893 996  | Drapeau de la France                                                         |
| 49   | La Vache et le Prisonnier                      | Henri Verneuil                                        | 1959  | 8 850 596  | Drapeau de la France · Drapeau de l'Italie                                   |
| 50   | La Grande Évasion                              | John Sturges                                          | 1963  | 8 756 631  | Drapeau des États-Unis                                                       |
| 51   | West Side Story                                | Robert Wise / Jerome Robbins                          | 1962  | 8 732 613  | Drapeau des États-Unis                                                       |
| 52   | Les Choristes                                  | Christophe Barratier                                  | 2004  | 8 689 891  | Drapeau de la France · Drapeau de la Suisse · Drapeau de l'Allemagne         |
| 53   | Le Bataillon du ciel                           | Alexander Esway                                       | 1947  | 8 676 496  | Drapeau de la France                                                         |
| 54   | Le Fabuleux Destin d'Amélie Poulain            | Jean-Pierre Jeunet                                    | 2001  | 8 670 926  | Drapeau de la France · Drapeau de l'Allemagne                                |
| 55   | Vice-versa 2                                   | Kelsey Mann (en)                                      | 2024  | 8 427 652  | Drapeau des États-Unis                                                       |
| 56   | Pour qui sonne le glas                         | Sam Wood                                              | 1947  | 8 274 759  | Drapeau des États-Unis                                                       |
| 57   | Le Dictateur                                   | Charlie Chaplin                                       | 1945  | 8 269 894  | Drapeau des États-Unis                                                       |
| 58   | Rien à déclarer                                | Dany Boon                                             | 2011  | 8 150 825  | Drapeau de la France · Drapeau de la Belgique                                |
| 59   | Violettes impériales                           | Richard Pottier                                       | 1952  | 8 125 766  | Drapeau de la France · Drapeau de l'Espagne                                  |
| 60   | Vaiana 2                                       | David Derrick Jr. (en)                                | 2024  | 8 081 044  | Drapeau des États-Unis                                                       |
| 61   | Les Couloirs du temps : Les Visiteurs 2        | Jean-Marie Poiré                                      | 1998  | 8 043 129  | Drapeau de la France                                                         |
| 62   | Star Wars, épisode I : La Menace fantôme       | George Lucas                                          | 1999  | 7 975 313  | Drapeau des États-Unis                                                       |
| 63   | Le Boulanger de Valorgue                       | Henri Verneuil                                        | 1953  | 7 889 091  | Drapeau de la France · Drapeau de l'Italie                                   |
| 64   | Un Indien dans la ville                        | Hervé Palud                                           | 1994  | 7 870 802  | Drapeau de la France                                                         |
| 65   | Tarzan                                         | Kevin Lima / Chris Buck                               | 1999  | 7 859 751  | Drapeau des États-Unis                                                       |
| 66   | Ratatouille                                    | Brad Bird                                             | 2007  | 7 845 210  | Drapeau des États-Unis                                                       |
| 67   | Pinocchio                                      | Hamilton Luske / Ben Sharpsteen                       | 1946  | 7 835 702  | Drapeau des États-Unis                                                       |
| 68   | La Vérité si je mens ! 2                       | Thomas Gilou                                          | 2001  | 7 826 393  | Drapeau de la France                                                         |
| 69   | Le Gendarme de Saint-Tropez                    | Jean Girault                                          | 1964  | 7 809 334  | Drapeau de la France · Drapeau de l'Italie                                   |
| 70   | L'Âge de glace 3 : le Temps des dinosaures     | Carlos Saldanha / Mike Thurmeier                      | 2009  | 7 803 757  | Drapeau des États-Unis                                                       |
| 71   | Sixième Sens                                   | M. Night Shyamalan                                    | 2000  | 7 799 130  | Drapeau des États-Unis                                                       |
| 72   | Le Comte de Monte-Cristo                       | Robert Vernay                                         | 1955  | 7 780 642  | Drapeau de la France · Drapeau de l'Italie                                   |
| 73   | Harry Potter et la Coupe de feu                | Mike Newell                                           | 2005  | 7 731 601  | Drapeau des États-Unis · Drapeau du Royaume-Uni                              |
| 74   | Le Cinquième Élément                           | Luc Besson                                            | 1997  | 7 727 697  | Drapeau de la France                                                         |
| 75   | Orange mécanique                               | Stanley Kubrick                                       | 1972  | 7 602 396  | Drapeau du Royaume-Uni · Drapeau des États-Unis                              |
| 76   | Les Bidasses en folie                          | Claude Zidi                                           | 1971  | 7 460 911  | Drapeau de la France                                                         |
| 77   | La Famille Bélier                              | Éric Lartigau                                         | 2014  | 7 450 944  | Drapeau de la France · Drapeau de la Belgique                                |
| 78   | Le Retour de don Camillo                       | Julien Duvivier                                       | 1953  | 7 425 550  | Drapeau de la France · Drapeau de l'Italie                                   |
| 79   | La Reine des Neiges 2                          | Jennifer Lee / Chris Buck                             | 2019  | 7 401 300  | Drapeau des États-Unis                                                       |
| 80   | Star Wars, épisode III : La Revanche des Sith  | George Lucas                                          | 2005  | 7 396 877  | Drapeau des États-Unis                                                       |
| 81   | Le Seigneur des anneaux : Le Retour du roi     | Peter Jackson                                         | 2003  | 7 393 904  | Drapeau des États-Unis · Drapeau de la Nouvelle-Zélande                      |
| 82   | Spider-Man: No Way Home                        | Jon Watts                                             | 2021  | 7 387 844  | Drapeau des États-Unis                                                       |
| 83   | Super Mario Bros., le film                     | Aaron Horvath / Michael Jelenic                       | 2023  | 7 375 873  | Drapeau des États-Unis                                                       |
| 84   | Jour de Fête                                   | Jacques Tati                                          | 1949  | 7 342 552  | Drapeau de la France                                                         |
| 85   | Peter Pan                                      | Clyde Geronimi / Wilfred Jackson / Hamilton Luske     | 1953  | 7 335 567  | Drapeau des États-Unis                                                       |
| 86   | Les Aventures de Rabbi Jacob                   | Gérard Oury                                           | 1973  | 7 295 727  | Drapeau de la France · Drapeau de l'Italie                                   |
| 87   | Aladdin                                        | Ron Clements / John Musker                            | 1993  | 7 280 423  | Drapeau des États-Unis                                                       |
| 88   | Danse avec les loups                           | Kevin Costner                                         | 1991  | 7 280 124  | Drapeau des États-Unis                                                       |
| 89   | Jean de Florette                               | Claude Berri                                          | 1986  | 7 223 657  | Drapeau de la France · Drapeau de la Suisse · Drapeau de l'Italie            |
| 90   | Les Aventures de Bernard et Bianca             | Wolfgang Reitherman / Art Stevens / John Lounsbery    | 1977  | 7 219 476  | Drapeau des États-Unis                                                       |
| 91   | Shrek 2                                        | Andrew Adamson / Kelly Asbury / Conrad Vernon         | 2004  | 7 185 626  | Drapeau des États-Unis                                                       |
| 92   | Harry Potter et le Prisonnier d'Azkaban        | Alfonso Cuarón                                        | 2004  | 7 138 548  | Drapeau des États-Unis · Drapeau du Royaume-Uni                              |
| 93   | Samson et Dalila                               | Cecil B. DeMille                                      | 1951  | 7 116 442  | Drapeau des États-Unis                                                       |
| 94   | Jeanne d'Arc                                   | Victor Fleming                                        | 1949  | 7 092 799  | Drapeau des États-Unis                                                       |
| 95   | La Chèvre                                      | Francis Veber                                         | 1981  | 7 079 674  | Drapeau de la France                                                         |
| 96   | Star Wars, épisode VIII : Les Derniers Jedi    | Rian Johnson                                          | 2017  | 7 076 549  | Drapeau des États-Unis                                                       |
| 97   | Le Seigneur des anneaux : Les Deux Tours       | Peter Jackson                                         | 2002  | 7 070 194  | Drapeau des États-Unis · Drapeau de la Nouvelle-Zélande                      |
| 98   | Monsieur Vincent                               | Maurice Cloche                                        | 1947  | 7 058 106  | Drapeau de la France                                                         |
| 99   | Les Sept Mercenaires                           | John Sturges                                          | 1961  | 7 037 826  | Drapeau des États-Unis                                                       |
| 100  | Skyfall                                        | Sam Mendes                                            | 2012  | 7 003 902  | Drapeau des États-Unis · Drapeau du Royaume-Uni                              |

Parmi les acteurs français avec le plus de films dans ce top 100, on retrouve Christian Clavier (7), Louis de Funès, Gérard Depardieu et Michel Galabru (5), Bourvil et Fernandel (4), Thierry Lhermitte, Jamel Debbouze, Jean Reno et Bernard Farcy (3), Kad Merad, Jean Marais, Daniel Auteuil, Gérard Jugnot, Yves Montand et Dany Boon (2).
Le succès du film Titanic est particulièrement spectaculaire car :
- il est obtenu en quasi-totalité lors de sa première exploitation en 1998 (période où la fréquentation habituelle avoisinait les 165 millions d'entrées par an) ;
- il a une durée de 3 heures, ce qui empêche la projection de plus de 3 séances par jour[11] ;
- il est sans vedette de premier plan (Leonardo DiCaprio et Kate Winslet sont devenus des stars à la suite de ce film)[11] ;
- il est sorti en janvier, période plus calme après la période des fêtes de fin d’année.

Le succès de Bienvenue chez les Ch'tis a surpris par son ampleur, mais aussi par la soudaineté du succès. En effet, compte tenu d'un budget moyen (12,5 M€), le succès se fait souvent dans ce cas grâce à un bouche-à-oreille qui permet au film de triompher sur la durée. Or, le succès fut immédiat et avec une ampleur jamais vue puisque le record de la première semaine fut largement battu (12 % de plus que le précédent record), et que la deuxième semaine réédita cet exploit en se positionnant en deuxième position de la plus grosse audience en une semaine (devant donc la première semaine du précédent record détenu par Les Bronzés 3 - Amis pour la vie avec 3,9 millions d'entrées).
Le succès immédiat reposa notamment sur des avant-premières nombreuses et un public enthousiaste (taux de satisfaction de 66 % et de haute satisfaction de 97 %, score rare pour une comédie) qui permit de lancer rapidement la carrière du film. Enfin, le lancement dans 64 salles du Nord et de la Somme permit de capitaliser sur un public plus facilement mobilisable au vu du thème, mais là encore avec une ampleur étonnante (plus de 8 600 entrées en moyenne par salle).
Trois ans plus tard, Intouchables a obtenu un succès presque comparable à Bienvenue chez les Ch'tis avec 19 490 688 entrées. Dès la fin de sa 4e semaine d'exploitation, il dépasse Rien à déclarer (8 135 542 d'entrées) et devient ainsi le plus gros succès de l'année 2011. C'est un succès acquis grâce à un très bon bouche-à-oreille, qui lui permit de rester en tête du box-office français pendant sept semaines,.
Autant en emporte le vent est sorti en France pour la première fois en 1950 (en 1939 aux États-Unis) et a par la suite bénéficié de nombreuses reprises tout comme Il était une fois dans l'Ouest, Les Dix Commandements ou encore Ben-Hur. Mais avec 11 683 491 spectateurs supplémentaires, Autant en emporte le vent a le record des entrées cumulées au cours de ses innombrables reprises, par comparaison sa 1re exploitation avait permis de vendre 5 035 745 billets de cinéma.
De même, les films de Walt Disney ont connu de nombreuses reprises de Noël à intervalle de dix ans entre 1960 et 1989, multipliant par trois, voire par quatre, les entrées de leur 1e exploitation.
Louis de Funès détientrait le record du nombre d'entrées pour un acteur en France avec 315,82 millions de spectateurs.
Henri Verneuil détient quant à lui, le record d'entrées pour un réalisateur français : 91,59 millions de spectateurs (Steven Spielberg détient le record toutes nationalités confondues avec 99,13 millions de spectateurs).

## Les 100 premiers films au box-office français lors de leur première exploitation en salle
Ce classement prend en compte les films ayant fait le plus d'entrées en France lors de leur première exploitation en salle.
Les pays producteurs dans le Top 100 :
- États-Unis : 53 films
- France : 48 films
- Italie : 18 films
- Royaume-Uni : 9 films
- Allemagne : 7 films
- Espagne : 3 films
- Nouvelle-Zélande : 3 films
- Suisse : 2 films
- Belgique : 2 film
- Japon : 1 film
- Mexique : 1 film
- Yougoslavie : 1 film

| Rang | Titre                                               | Réalisateur                                           | Année | Entrées    | Pays |
| ---- | --------------------------------------------------- | ----------------------------------------------------- | ----- | ---------- | --- |
| 1    | Titanic                                             | James Cameron                                         | 1998  | 20 634 793 | Drapeau des États-Unis |
| 2    | Bienvenue chez les Ch'tis                           | Dany Boon                                             | 2008  | 20 489 303 | Drapeau de la France |
| 3    | Intouchables                                        | Éric Toledano / Olivier Nakache                       | 2011  | 19 490 688 | Drapeau de la France |
| 4    | La Grande Vadrouille                                | Gérard Oury                                           | 1966  | 17 317 745 | Drapeau de la France · Drapeau du Royaume-Uni                                                                                               |
| 5    | Il était une fois dans l'Ouest                      | Sergio Leone                                          | 1968  | 14 862 764 | Drapeau de l'Italie · Drapeau des États-Unis                                                                                                |
| 6    | Avatar                                              | James Cameron                                         | 2009  | 14 677 888 | Drapeau des États-Unis · Drapeau du Royaume-Uni                                                                                             |
| 7    | Autant en emporte le vent                           | Victor Fleming                                        | 1950  | 14 563 937 | Drapeau des États-Unis |
| 8    | Astérix et Obélix : Mission Cléopâtre               | Alain Chabat                                          | 2002  | 14 559 509 | Drapeau de la France · Drapeau de l'Allemagne                                                                                               |
| 9    | Les Dix Commandements                               | Cecil B. DeMille                                      | 1958  | 14 229 745 | Drapeau des États-Unis |
| 10   | Avatar : La Voie De L'eau                           | James Cameron                                         | 2022  | 14 000 537 | Drapeau des États-Unis |
| 11   | Ben-Hur                                             | William Wyler                                         | 1960  | 13 826 124 | Drapeau des États-Unis |
| 12   | Les Visiteurs                                       | Jean-Marie Poiré                                      | 1993  | 13 782 991 | Drapeau de la France |
| 13   | Le Pont de la rivière Kwaï                          | David Lean                                            | 1957  | 13 481 750 | Drapeau des États-Unis · Drapeau du Royaume-Uni                                                                                             |
| 14   | Le Petit Monde de don Camillo                       | Julien Duvivier                                       | 1952  | 12 791 168 | Drapeau de la France · Drapeau de l'Italie                                                                                                  |
| 15   | La Grande Illusion                                  | Jean Renoir                                           | 1937  | 12 500 000 | Drapeau de la France |
| 16   | Qu'est-ce qu'on a fait au Bon Dieu ?                | Philippe de Chauveron                                 | 2014  | 12 366 033 | Drapeau de la France |
| 17   | Le Jour le plus long                                | Ken Annakin / Andrew Marton / Bernhard Wicki          | 1962  | 11 933 629 | Drapeau des États-Unis |
| 18   | Cendrillon                                          | Wilfred Jackson / Clyde Geronimi / Hamilton Luske     | 1950  | 11 873 677 | Drapeau des États-Unis |
| 19   | Le Corniaud                                         | Gérard Oury                                           | 1965  | 11 739 783 | Drapeau de la France · Drapeau de l'Italie · Drapeau de l'Espagne                                                                           |
| 20   | Un p'tit truc en plus                               | Artus                                                 | 2024  | 10 830 209 | Drapeau de la France |
| 21   | Star Wars, épisode VII : Le Réveil de la Force      | J. J. Abrams                                          | 2015  | 10 507 561 | Drapeau des États-Unis |
| 22   | Les Bronzés 3 : Amis pour la vie                    | Patrice Leconte                                       | 2006  | 10 355 930 | Drapeau de la France |
| 23   | Taxi 2                                              | Gérard Krawczyk                                       | 2000  | 10 345 901 | Drapeau de la France |
| 24   | Trois Hommes et un couffin                          | Coline Serreau                                        | 1985  | 10 251 465 | Drapeau de la France |
| 25   | Les Canons de Navarone                              | J. Lee Thompson                                       | 1961  | 10 197 729 | Drapeau du Royaume-Uni · Drapeau des États-Unis                                                                                             |
| 26   | Le Roi lion                                         | Roger Allers / Rob Minkoff                            | 1994  | 10 135 871 | Drapeau des États-Unis |
| 27   | Le Roi lion                                         | Jon Favreau                                           | 2019  | 10 017 995 | Drapeau des États-Unis |
| 28   | Les Misérables                                      | Jean-Paul Le Chanois                                  | 1957  | 9 940 533  | Drapeau de la France · Drapeau de l'Allemagne de l'Est · Drapeau de l'Italie                                                                |
| 29   | La Guerre des boutons                               | Yves Robert                                           | 1962  | 9 936 391  | Drapeau de la France |
| 30   | Le Docteur Jivago                                   | David Lean                                            | 1966  | 9 816 054  | Drapeau des États-Unis · Drapeau de l'Italie · Drapeau du Royaume-Uni                                                                       |
| 31   | Vingt Mille Lieues sous les mers                    | Richard Fleischer                                     | 1955  | 9 619 259  | Drapeau des États-Unis |
| 32   | Sous le plus grand chapiteau du monde               | Cecil B. DeMille                                      | 1953  | 9 488 114  | Drapeau des États-Unis |
| 33   | Harry Potter à l'école des sorciers                 | Chris Columbus                                        | 2001  | 9 470 090  | Drapeau des États-Unis · Drapeau du Royaume-Uni                                                                                             |
| 34   | Le Comte de Monte-Cristo                            | Alexandre de La Patellière / Matthieu Delaporte       | 2024  | 9 428 032  | Drapeau de la France |
| 35   | Le Monde de Nemo                                    | Andrew Stanton / Lee Unkrich                          | 2003  | 9 311 689  | Drapeau des États-Unis |
| 36   | Le Dîner de cons                                    | Francis Veber                                         | 1998  | 9 247 001  | Drapeau de la France |
| 37   | Harry Potter et la Chambre des secrets              | Chris Columbus                                        | 2002  | 9 144 701  | Drapeau des États-Unis · Drapeau du Royaume-Uni                                                                                             |
| 38   | L'Ours                                              | Jean-Jacques Annaud                                   | 1988  | 9 136 266  | Drapeau de la France |
| 39   | Le Grand Bleu                                       | Luc Besson                                            | 1988  | 9 074 317  | Drapeau de la France · Drapeau de l'Italie · Drapeau des États-Unis                                                                         |
| 40   | Astérix et Obélix contre César                      | Claude Zidi                                           | 1999  | 8 948 624  | Drapeau de la France · Drapeau de l'Allemagne · Drapeau de l'Italie                                                                         |
| 41   | Emmanuelle                                          | Just Jaeckin                                          | 1974  | 8 893 996  | Drapeau de la France |
| 42   | La Vache et le Prisonnier                           | Henri Verneuil                                        | 1959  | 8 844 199  | Drapeau de la France · Drapeau de l'Italie                                                                                                  |
| 43   | La Grande Évasion                                   | John Sturges                                          | 1963  | 8 756 631  | Drapeau des États-Unis |
| 44   | West Side Story                                     | Robert Wise / Jerome Robbins                          | 1962  | 8 719 610  | Drapeau des États-Unis |
| 45   | Le Bataillon du ciel                                | Alexander Esway                                       | 1947  | 8 649 691  | Drapeau de la France |
| 46   | Le Fabuleux Destin d'Amélie Poulain                 | Jean-Pierre Jeunet                                    | 2001  | 8 636 041  | Drapeau de la France · Drapeau de l'Allemagne                                                                                               |
| 47   | Les Choristes                                       | Christophe Barratier                                  | 2004  | 8 636 016  | Drapeau de la France · Drapeau de la Suisse · Drapeau de l'Allemagne                                                                        |
| 48   | Vice-versa 2                                        | Kelsey Mann (en)                                      | 2024  | 8 427 652  | Drapeau des États-Unis |
| 49   | Pour qui sonne le glas                              | Sam Wood                                              | 1947  | 8 274 596  | Drapeau des États-Unis |
| 50   | Rien à déclarer                                     | Dany Boon                                             | 2011  | 8 150 825  | Drapeau de la France · Drapeau de la Belgique                                                                                               |
| 51   | Violettes impériales                                | Richard Pottier                                       | 1952  | 8 125 766  | Drapeau de la France · Drapeau de l'Espagne                                                                                                 |
| 52   | Vaiana 2                                            | David Derrick Jr. (en)                                | 2024  | 8 081 044  | Drapeau des États-Unis |
| 53   | Les Couloirs du temps : Les Visiteurs 2             | Jean-Marie Poiré                                      | 1998  | 8 043 129  | Drapeau de la France |
| 54   | Le Dictateur                                        | Charlie Chaplin                                       | 1945  | 8 030 641  | Drapeau des États-Unis |
| 55   | E.T. l'extra-terrestre                              | Steven Spielberg                                      | 1982  | 7 881 332  | Drapeau des États-Unis |
| 56   | Un Indien dans la ville                             | Hervé Palud                                           | 1994  | 7 870 802  | Drapeau de la France |
| 57   | Tarzan                                              | Kevin Lima / Chris Buck                               | 1999  | 7 859 751  | Drapeau des États-Unis |
| 58   | Ratatouille                                         | Brad Bird                                             | 2007  | 7 845 210  | Drapeau des États-Unis |
| 59   | La Vérité si je mens ! 2                            | Thomas Gilou                                          | 2001  | 7 826 393  | Drapeau de la France |
| 60   | Le Gendarme de Saint-Tropez                         | Jean Girault                                          | 1964  | 7 809 334  | Drapeau de la France · Drapeau de l'Italie                                                                                                  |
| 61   | L'Âge de glace 3 : le Temps des dinosaures          | Carlos Saldanha / Mike Thurmeier                      | 2009  | 7 803 757  | Drapeau des États-Unis |
| 62   | Sixième Sens                                        | M. Night Shyamalan                                    | 2000  | 7 799 130  | Drapeau des États-Unis |
| 63   | Le Comte de Monte-Cristo                            | Robert Vernay                                         | 1955  | 7 780 642  | Drapeau de la France · Drapeau de l'Italie                                                                                                  |
| 64   | Harry Potter et la Coupe de feu                     | Mike Newell                                           | 2005  | 7 731 601  | Drapeau des États-Unis · Drapeau du Royaume-Uni                                                                                             |
| 65   | Le Cinquième Élément                                | Luc Besson                                            | 1997  | 7 727 697  | Drapeau de la France |
| 66   | Les Bidasses en folie                               | Claude Zidi                                           | 1971  | 7 460 911  | Drapeau de la France |
| 67   | La Famille Bélier                                   | Eric Lartigau                                         | 2014  | 7 450 944  | Drapeau de la France · Drapeau de la Belgique                                                                                               |
| 68   | Le Retour de Don Camillo                            | Julien Duvivier                                       | 1953  | 7 425 550  | Drapeau de la France · Drapeau de l'Italie                                                                                                  |
| 69   | La Reine des Neiges 2                               | Jennifer Lee / Chris Buck                             | 2019  | 7 401 300  | Drapeau des États-Unis |
| 70   | Le Seigneur des anneaux : Le Retour du roi          | Peter Jackson                                         | 2003  | 7 393 904  | Drapeau des États-Unis · Drapeau de la Nouvelle-Zélande                                                                                     |
| 71   | Super Mario Bros. le film                           | Aaron Horvath / Michael Jelenic                       | 2023  | 7 359 395  | Drapeau des États-Unis |
| 72   | Spider-Man: No Way Home                             | Jon Watts                                             | 2021  | 7 319 651  | Drapeau des États-Unis |
| 73   | Star Wars, épisode I : La Menace fantôme            | George Lucas                                          | 1999  | 7 303 131  | Drapeau des États-Unis |
| 74   | Les Aventures de Rabbi Jacob                        | Gérard Oury                                           | 1973  | 7 295 727  | Drapeau de la France |
| 75   | Aladdin                                             | Ron Clements / John Musker                            | 1993  | 7 280 423  | Drapeau des États-Unis |
| 76   | Danse avec les loups                                | Kevin Costner                                         | 1991  | 7 280 124  | Drapeau des États-Unis |
| 77   | Star Wars, épisode III : La Revanche des Sith       | George Lucas                                          | 2003  | 7 247 809  | Drapeau des États-Unis |
| 78   | Jean de Florette                                    | Claude Berri                                          | 1986  | 7 223 657  | Drapeau de la France · Drapeau de la Suisse · Drapeau de l'Italie                                                                           |
| 79   | Shrek 2                                             | Andrew Adamson / Kelly Asbury / Conrad Vernon         | 2004  | 7 185 626  | Drapeau des États-Unis |
| 80   | Harry Potter et le Prisonnier d'Azkaban             | Alfonso Cuarón                                        | 2004  | 7 138 548  | Drapeau des États-Unis |
| 81   | Samson et Dalila                                    | Cecil B. DeMille                                      | 1951  | 7 116 442  | Drapeau des États-Unis |
| 82   | Jeanne d'Arc                                        | Victor Fleming                                        | 1949  | 7 092 586  | Drapeau des États-Unis |
| 83   | Les 101 Dalmatiens                                  | Wolfgang Reitherman / Clyde Geronimi / Hamilton Luske | 1961  | 7 084 543  | Drapeau des États-Unis |
| 84   | La Chèvre                                           | Francis Veber                                         | 1981  | 7 079 674  | Drapeau de la France |
| 85   | Star Wars, épisode VIII : Les Derniers Jedi         | Rian Johnson                                          | 2017  | 7 076 549  | Drapeau des États-Unis |
| 86   | Monsieur Vincent                                    | Maurice Cloche                                        | 1947  | 7 055 290  | Drapeau de la France |
| 87   | Les Sept Mercenaires                                | John Sturges                                          | 1961  | 7 037 826  | Drapeau des États-Unis |
| 88   | Skyfall                                             | Sam Mendes                                            | 2012  | 7 003 902  | Drapeau des États-Unis · Drapeau du Royaume-Uni                                                                                             |
| 89   | Les Grandes Vacances                                | Jean Girault                                          | 1967  | 6 986 917  | Drapeau de la France · Drapeau de l'Italie                                                                                                  |
| 90   | Si Versailles m'était conté...                      | Sacha Guitry                                          | 1954  | 6 986 768  | Drapeau de la France · Drapeau de l'Italie                                                                                                  |
| 91   | Le Seigneur des anneaux : Les Deux Tours            | Peter Jackson                                         | 2002  | 6 981 252  | Drapeau des États-Unis · Drapeau de la Nouvelle-Zélande                                                                                     |
| 92   | Le Salaire de la peur                               | Henri-Georges Clouzot                                 | 1953  | 6 944 306  | Drapeau de la France · Drapeau de l'Italie                                                                                                  |
| 93   | Avengers : Endgame                                  | Anthony et Joe Russo                                  | 2019  | 6 942 474  | Drapeau des États-Unis |
| 94   | Les Trois Frères                                    | Didider Bourdon / Bernard Campan                      | 1995  | 6 897 098  | Drapeau de la France |
| 95   | Le Seigneur des anneaux : La Communauté de l'anneau | Peter Jackson                                         | 2001  | 6 876 402  | Drapeau des États-Unis · Drapeau de la Nouvelle-Zélande                                                                                     |
| 96   | Michel Strogoff                                     | Camine Gallone                                        | 1956  | 6 868 854  | Drapeau de la France · Drapeau : Allemagne de l'Ouest · Drapeau de l'Italie · Drapeau de la République fédérative socialiste de Yougoslavie |
| 97   | Le Bossu de Notre Dame                              | Gary Trousdale / Kirk Wise / Gaëtan et Paul Brizzi    | 1996  | 6 833 195  | Drapeau des États-Unis |
| 98   | Le Gendarme se marie                                | Jean Girault                                          | 1968  | 6 828 626  | Drapeau de la France · Drapeau de l'Italie                                                                                                  |
| 99   | Astérix aux Jeux Olympiques                         | Frédéric Forestier / Thomas Langmann                  | 2008  | 6 817 803  | Drapeau de la France · Drapeau de l'Italie · Drapeau de l'Espagne · Drapeau de l'Allemagne                                                  |
| 100  | Jour de Fête                                        | Jacques Tati                                          | 1949  | 6 810 007  | Drapeau de la France |

## Films ayant battu le record du box office en France
Ci-dessous figure la liste des films classés no 1, ayant battu le record d'entrées au box-office français depuis 1937.
| Année où le film est devenu no 1 | Titre du film                 | Année | Réalisateur      | Pays d'origine | Nombre d'années à la 1re place |
| -------------------------------- | ----------------------------- | ----- | ---------------- | -------------- | ------------------------------ |
| 1937                             | La Grande Illusion            | 1937  | Jean Renoir      | France         | 15 ans                         |
| 1952                             | Le Petit Monde de Don Camillo | 1952  | Julien Duvivier  | France         | 6 ans                          |
| 1958                             | Les Dix Commandements         | 1958  | Cecil B. DeMille | États-Unis     | 9 ans                          |
| 1967                             | La Grande Vadrouille          | 1966  | Gérard Oury      | France         | 31 ans                         |
| 1998                             | Titanic                       | 1998  | James Cameron    | États-Unis     | 27 ans (en cours)              |